# Cage de roulement

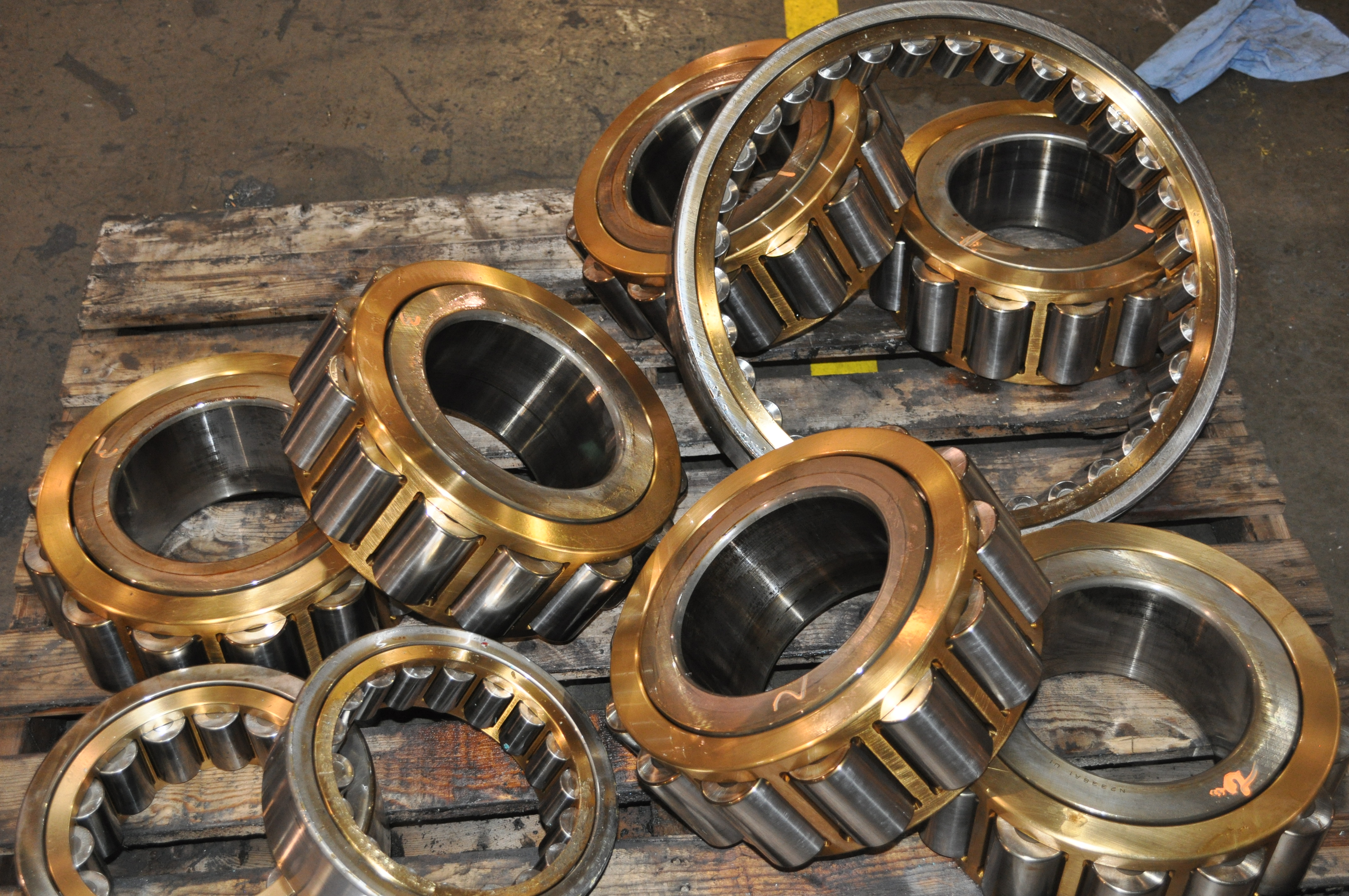
Cages de roulement à rouleaux, certaines sont serties dans leur douille. La palette de bois donne leurs dimensions : de l'ordre d'un demi-mètre pour le diamètre

Pour la rotation d'un arbre de transmission, la cage de roulement  maintient les éléments roulants (billes, aiguilles, rouleaux, cônes) et les empêche de tomber lors de la manipulation du roulement.
Grâce à la conception du roulement, la charge n'est jamais appliquée directement sur la cage, elle est répartie uniformément et permet sa lubrification. 
Les cages sont en acier, laiton, polyamides renforcés fibre de verre. 
Les cages sont standard en dimensions et commandables au distributeur ou sur mesure pour des applications industrielles spécifiques dans le cas de « températures, vitesses, ou vibrations élevées, présence de chocs ou utilisation d’agents chimiques »
.

Le palier lisse est l'autre option de transmission de la rotation, avec utilisation ou non d'un déplacement longitudinal de l'arbre.